# Кловис (Нью-Мексико)
Кловис (англ. Clovis) — город на юго-западе США, административный центр округа Карри штата Нью-Мексико. Население — 33,2 тыс. человек (2007). В городе расположена авиабаза ВВС США Кэннон. Вместе с Порталесом составляет объединённую статистическую область.

## История
Восточная часть штата Нью-Мексико, в которой расположен Кловис — место обитания одной из наиболее древних групп коренных американцев, принадлежащих к культуре, получившей современное название «Культура Кловис» от названия города. Вблизи города в 1932 году местный исследователь А. В. Андерсен (A.W. Andersen) обнаружил памятник древнего искусства Блэкуотер-Дро (Blackwater Draw).
Город возник при строительстве железной дороги, и одно из его современных наименований «ворота Нью-Мексико».
По наиболее распространённому мнению, своё наименование город получил от имени легендарного Хлодвига (Clovis), первого христианского царя франков, а произошло это по инициативе дочери местного станционного мастера, изучавшей французский язык и историю во время обсуждения названия города и предложившей свой вариант. До присвоения имени населённый пункт называли Райлис-Свич (Riley’s Switch).

## География
Кловис расположен на восточной границе штата Нью-Мексико с Техасом на плоскогорье Ллано-Эстакадо. Высота над уровнем моря составляет более 1300 метров. По данным Бюро переписи населения США площадь территории города — 58,2 км² (22,5 кв. миль), из которых 0,3 км2 (0,1 кв. мили) занято водной поверхностью. Водная поверхность представлена в основном искусственными прудами в парках города. Город Порталес, объединённый с Кловисом в статистическую область, находится в 17 километрах к югу.
Климат жаркий, сухой. Наиболее жаркий месяц — июль (высшая среднемесячная температура — 33 °C), самые холодные — январь и декабрь (низшая среднемесячная температура — −4 °C). Среднегодовое количество осадков — 43 мм.

## Демография
По данным переписи 2000 года, в Кловисе проживало 32 667 человек. В городе насчитывалось 12 458 домовладений и 8596 семей. Плотность населения 563,3 человек на 1 км² (1458,9 на 1 кв. милю). Количество домов в городе 14269, плотность застройки 246,1 строений на 1 км² (637,3 на 1 кв. милю).
Расовый состав населения: 71,3 % белой расы, 7,32 % афроамериканцев, 1,02 % коренных американцев, 1,62 % национальностей Азии, 0,13 % национальностей Океании, 14,98 % других национальностей и 3,68 % смешанных двух и более национальностей. 36,75 % испаноязычных всех рас.
Из 12 458 домовладений в 30,0 % имелись дети до 18 лет; 49,8 % занимали семейные пары; в 14,9 % проживали женщины без мужа; в 31,0 % — одинокие. Средний состав на одно домовладение — 2,57 человека, средний состав семьи — 3,12.
Средний возраст жителей — 33 года.
Средний доход на домовладение составлял 28 878 долларов США, средний доход на семью — 33 622 доллара. Средний заработок мужчин — 26 586, женщин — 20 375 долларов. Средний доход на одного человека — 15 561 доллар. Примерно 17,2 % семей и 21,0 % населения жили ниже уровня бедности.

## Экономика
Значительная часть населения Кловиса и округа Карри, как и во всём регионе, занята в сельском хозяйстве. Основные направления — выращивание хлопка, арахиса, мясное и молочное животноводство. Имеется несколько перерабатывающих фабрик. В 2006 году введено в строй крупное производство по переработке 1,2 млн тонн молока в год в сыр (127 тысяч тонн в год) и молочную сыворотку. Годовой оборот предприятия — 400 миллионов долларов, число занятых — 225.
Значительная часть населения занята в сфере обслуживания и торговли. Всего в Кловисе и округе действует более 1100 предприятий.
Значительный вклад в экономику вносит авиабаза Кэннон. В связи с её расширением в Кловисе началось расширение строительства и сферы услуг.

## Городское управление

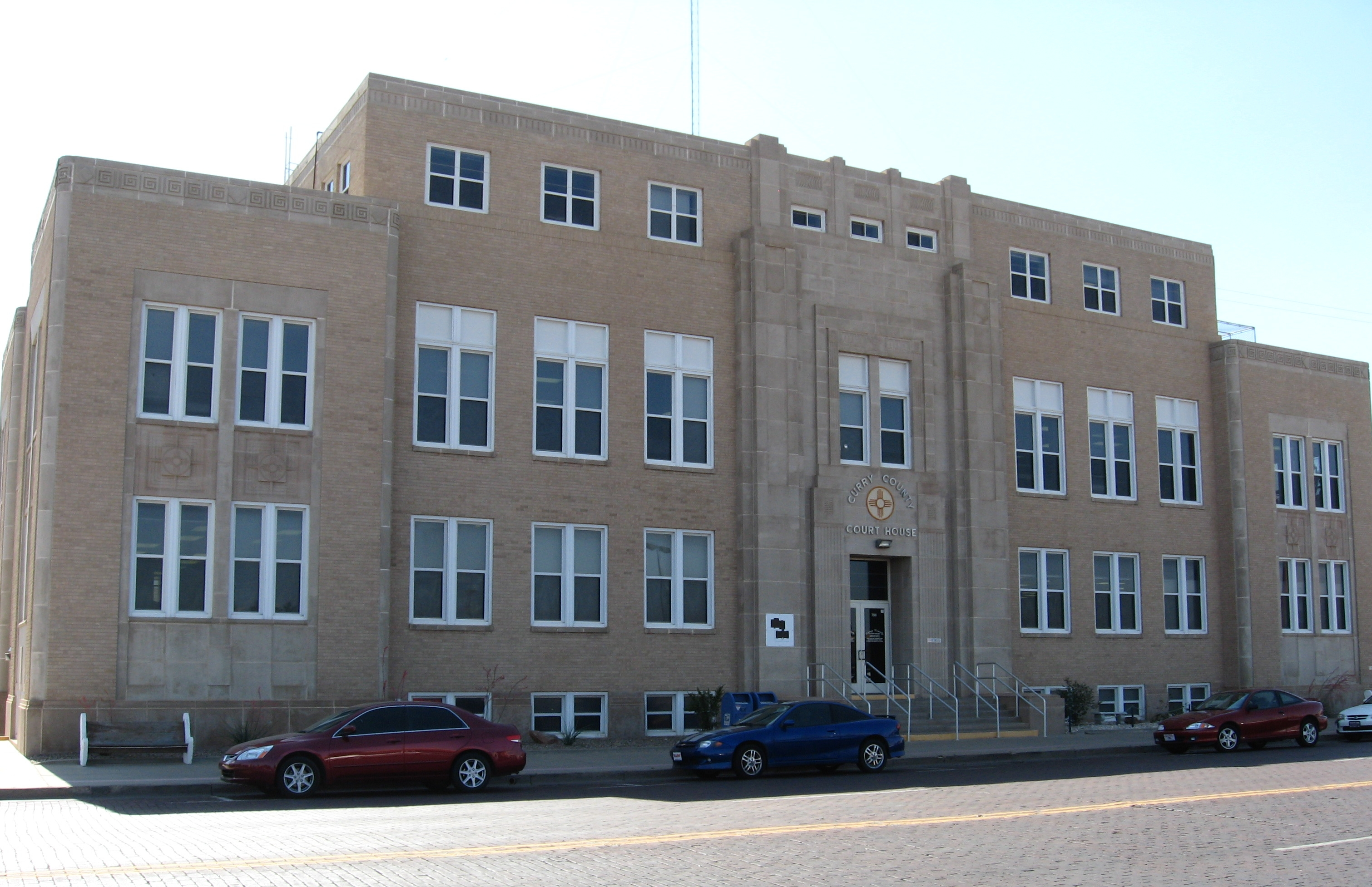
Городское административное здание

Городом управляет Совет (Комиссия) из девяти человек, в который входят мэр города и по два избираемых члена Совета от каждого из четырёх городских районов (districts). Мэр города Гэйла Брумфилд (Gayla Brumfield) .

## Культура

### Искусства
Театр, музыкальные и драматические представления проводятся в залах Колледжа Кловиса и Университета Восточного Нью-Мексико. Иногда концерты проводятся в аудитории Лицея. Значительную популярность в мире музыки Кловис приобрёл в 1950-е, когда в нём открылась записывающая студия Нормана Петти, одного из первых поп-музыкантов. В этой студии один из зачинателей рока Бадди Холли и группа «Крикетс» делали свои записи. Наиболее известная песня этой группы «That’ll Be the Day» была записана в Кловисе.
Ежегодно в начале сентября проводится музыкальный фестиваль, который с 1990-х стал заметным явлением на общенациональном и международном уровне в популярной музыке.

### Музеи
В Кловисе действуют
- Музей железнодорожного транспорта
- Музей истории сельского хозяйства и инструмента

## Образование
В системе среднего образования в городе работает 13 начальных, две средних и две высших школы. Высшее образование доступно в Колледже Кловиса (Clovis Community College, CCC). В Порталесе расположен Университет Восточного Нью-Мексико (Eastern New Mexico University).

## Инфраструктура

### Транспорт
Кловис находится на пересечении нескольких шоссе:
- Шоссе 70. В восточном направлении — Лаббок, штат Техас, в западном — Порталес и Розуэлл.
- Шоссе 84. В восточном направлении совпадает с шоссе 70, в западном направлении — Форт Самнер.
- Шоссе 209. В северном направлении — Тукумкари.